# シロアメリカグマ
シロアメリカグマ（白亜米利加熊、Ursus americanus kermodei）は、アメリカグマの亜種のひとつ。アラスカ先住民を中心にスピリットベアー（精霊の熊）とも呼ばれる。

## 分布
カナダブリティッシュコロンビア州プリンセス・ロイヤル島からプリンスルパートにかけての沿岸。